# ウィル・トラップ
ウィル・トラップ（Wil Trapp、1993年1月15日 - ）は、アメリカ合衆国出身の同国代表サッカー選手。ミネソタ・ユナイテッドFC所属。ポジションはMF。

## 経歴

### クラブ
地元クラブであるコロンバス・クルーのアカデミー出身。高校卒業後、アクロン大学でのプレーを経て2012年12月にコロンバス・クルーとホームグロウンプレーヤー契約を結んだ。2013年7月7日のポートランド・ティンバーズ戦でプロデビュー2014年5月17日、正キャプテンだったマイケル・パークハーストの欠場に伴いゲームキャプテンを務めた。これによりホームグロウンプレーヤーとしてはMLS史上初、かつMLS史上最年少のキャプテンとなった。2014年9月13日のヒューストン・ダイナモ戦でプロ初ゴールを決めた。
2020年1月31日、一般分配金10万ドル＋外国籍選手枠とのトレードでインテル・マイアミCFに移籍。

### 代表
ユース年代からアメリカ合衆国代表に選出されている。2013年のFIFA U-20ワールドカップと2016年のオリンピック予選・大陸間プレーオフではチームのキャプテンを務めた。
2015年1月28日、チリ代表の親善試合でフル代表初キャップを獲得した。

## 人物
母方の祖父はギリシャ人で、セミプロのサッカー選手だった。2018年5月にギリシャの国籍・パスポートを取得したため、EUのクラブへの移籍が容易になった。

## タイトル

### クラブ
コロンバス・クルー
- イースタン・カンファレンス (プレーオフ): 2015

### 個人
- USサッカー男子若手最優秀選手: 2013
- MLSオールスター: 2016